# 楼梯上的圣母
楼梯上的圣母（意大利语：Madonna della Scala；英语：Madonna of the Stairs）是米开朗基罗的一件浮雕作品，现藏于意大利佛罗伦萨的米开朗基罗故居博物馆。它雕刻于1490年左右，当时米开朗基罗大约15岁。它和《半人马之战》是米开朗基罗最早的两件雕塑作品。乔治·瓦萨里1568年版的《艺苑名人传》首次提到楼梯上的圣母是米开朗基罗 的作品。